# Xavier Grasset i Foraster
Xavier Grasset i Foraster   (Vila-seca, 15 de febrer de 1963) és un periodista, escriptor i actor català.

## Trajectòria
Llicenciat en Ciències de la Informació per la Universitat Autònoma de Barcelona.
Ha començat a partir de la revista vila-secana El Pont de Fusta i continua publicant a la premsa comarcal. Va treballar per Ràdio Salou i Ràdio Reus, els setmanaris com El Temps, i diaris com El Periódico de Catalunya, La Vanguardia, Metro, Nació Digital i actualment a El Punt Avui, NW Revista de Reus i Diari de Tarragona. També ha treballat a TV3, en diversos programes d'entreteniment de la productora El Terrat; ha presentat el concurs 12 punts i el magazín Artèria 33, i ha col·laborat a Sense títol, El club, (S)avis, Com som, i a les tertúlies d'Els matins i del 3/24. A Canal Reus TV va presentar Situacions extraordinàries, Taules d'economia i Etiqueta negra.
Des del 1987 treballa a Catalunya Ràdio, on ha dirigit i realitzat els programes El món s'acaba, Tot gira i De 4 a 7. El 31 de desembre de 1999 emet en directe des d'Igualada un programa especial de Cap d'Any per rebre l'any 2000. Ha estat durant set anys corresponsal a Madrid i sotsdirector d'El matí de Catalunya Ràdio. Ha dirigit i presentat a Catalunya Ràdio la tertúlia diària d'actualitat L'oracle, i la seva versió estiuenca, anomenada Líquids. A partir de la temporada 2015-2016 presenta el programa Més 324, un informatiu emès de dilluns a divendres després del Telenotícies vespre.
Paral·lelament, ha fet teatre, amb la companyia La Tramoia de Vila-seca, amb qui ha representat La cantant calba, Tafalitats, Aigües encantades, La dama del mar, Així és si us ho sembla, L'esquella de la torratxa. Ha participat en el muntatge d'El mort del Centre d'Arts Escèniques de Reus, i sota la direcció de Francesc Cerro ha interpretat Sobre els danys del tabac d'Anton Txèkhov, i Novel·la en nou cartes de Fiódor Dostoievski, i amb Joan Castells en la lectura dramatitzada de Safira de Magí Sunyer.
Es defineix com a cristià. Professa una fe que relaciona amb els valors de solidaritat i bonhomia, i que també comprèn com a «factor identitari». «Soc català, soc de Vila-seca i soc catòlic, soc creient, soc cristià», va dir el 2018 en una entrevista a Catalunya Religió.

## Publicacions destacades
Amb Andreu Faro va publicar Aznarografia (2004), Tanta tinta t'unta (2003) i Tanta tinta tonta (2002).
El 2023 va recollir en un llibre una selecció d'articles publicats des de 2010, amb el títol La pausa dels dies: dietari de vivències plaents.

## Premis i reconeixements
- 2015 - Premi Nacional de Comunicació.[8]
- 2017 - Premi Bones Pràctiques de Comunicació no Sexista, de l'Associació de Dones Periodistes de Catalunya, per fer visibles les dones expertes en un programa de televisió generalista.[9]
- 2021 - Premi Difusió de la Setmana del Llibre en Català.[10]